# Populus maximowiczii
Populus maximowiczii là một loài thực vật có hoa trong họ Liễu. Loài này được A. Henry miêu tả khoa học đầu tiên năm 1913.